# Mesquita Akhmad Kadyrov (Central de Grósny)
A Mesquita Akhmad Kadyrov, também conhecida como Mesquita Central Grozny, é uma mesquita construída em Grozny, capital da Chechênia. Seu nome é em homenagem ao presidente checheno Ahmed Kadyrov.

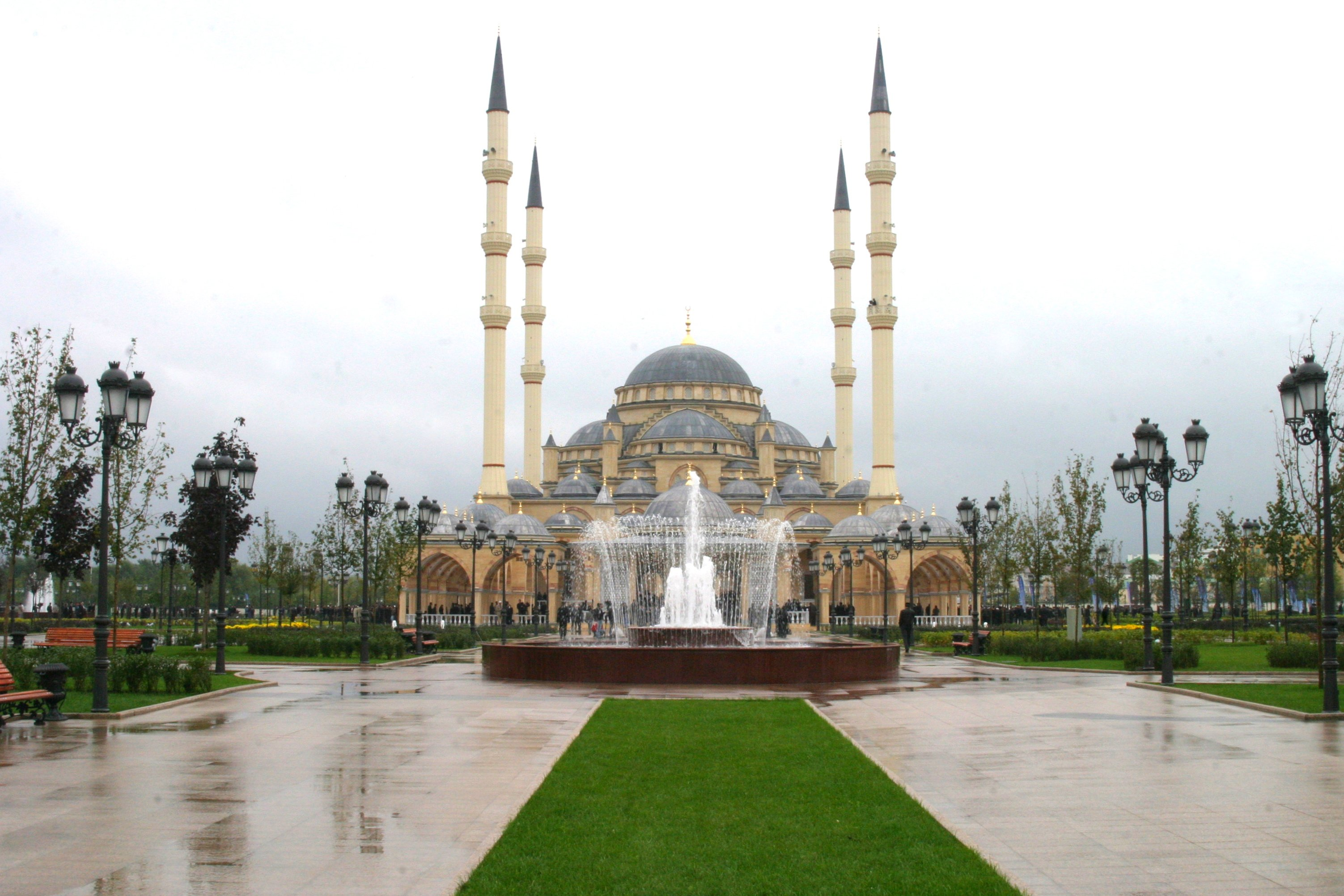
Mesquita em 2008